# Johann Jakob Nef
Johann Jakob Nef (Stein, 10 ottobre 1784 – Herisau, 23 aprile 1855) è stato un politico, imprenditore e militare svizzero di religione riformata.

## Biografia
Figlio di Hans Jakob, agricoltore, insegnante e responsabile di un orfanotrofio, e di Anna Barbara Kern. Già a 12 anni assisteva suo padre nell'insegnamento, seguendo nel contempo lezioni private. Grazie all'intermediazione di Laurenz Merz, fabbricante tessile di Herisau, nel 1798 divenne copista del Gran Consiglio elvetico ad Aarau e Lucerna, poi segretario del ministro elvetico di giustizia e polizia nel 1799 e infine segretario del viceprefetto Johann Georg Merz a Herisau. Tra il 1800 e il 1805 lavorò come commesso nel negozio di quest'ultimo. Con pochi capitali, nel 1805 fondò una propria impresa attiva nel commercio tessile. Fu tra i primi a promuovere la tessitura a punto piatto, ciò che portò a un notevole sviluppo dell'azienda, poi ceduta al figlio nel 1848. Tra il 1813 e il 1819 fu militare con il rango di Tenente colonnello, ma nel 1815 dovette comparire davanti al tribunale di guerra a causa dell'ammutinamento delle sue truppe.
Fece anche una importante carriera in campo politico: a Herisau fu intendente dell'arsenale tra il 1817 e il 1820, municipale tra il 1820 e il 1824 e sindaco tra il 1822 e il 1824. A livello cantonale, fu membro del Gran Consiglio tra il 1822 e il 1824, capitano generale tra il 1824 e il 1826 e Landamano nei periodi 1826-1834 e 1840 1842. Fu anche inviato alla Dieta federale tra il 1825 e il 1831 e in quel ruolo fece parte di diverse commissioni. Nella sua azione politica fu un deciso sostenitore delle idee liberali e, come presidente della commissione costituzionale cantonale dal 1831 al 1840, propugnò la separazione dei poteri e le libertà di commercio e di industria, di domicilio, di stampa e di credenza e coscienza. Si impegnò a favore del sistema scolastico cantonale, contribuendo alla creazione di una scuola reale a Herisau nel 1838, e prese parte alla fondazione della Cassa di risparmio di Herisau nel 1824 e della Società industriale appenzellese nel 1826.
Scrisse anche diversi studi sulla storia, l'economia, la genealogia e il clima, che vennero in parte pubblicati nelle Verhandlungen der St. Gallisch-Appenzellischen Gemeinnützigen Gesellschaft. Fu tra i promotori fattivi di uno sviluppo duraturo di Appenzello Esterno verso una maggiore prosperità.